# Palanca (okręg Giurgiu)
Palanca – wieś w Rumunii, w okręgu Giurgiu, w gminie Florești-Stoenești. W 2011 roku liczyła 2775 mieszkańców.